# Schloss Effiat

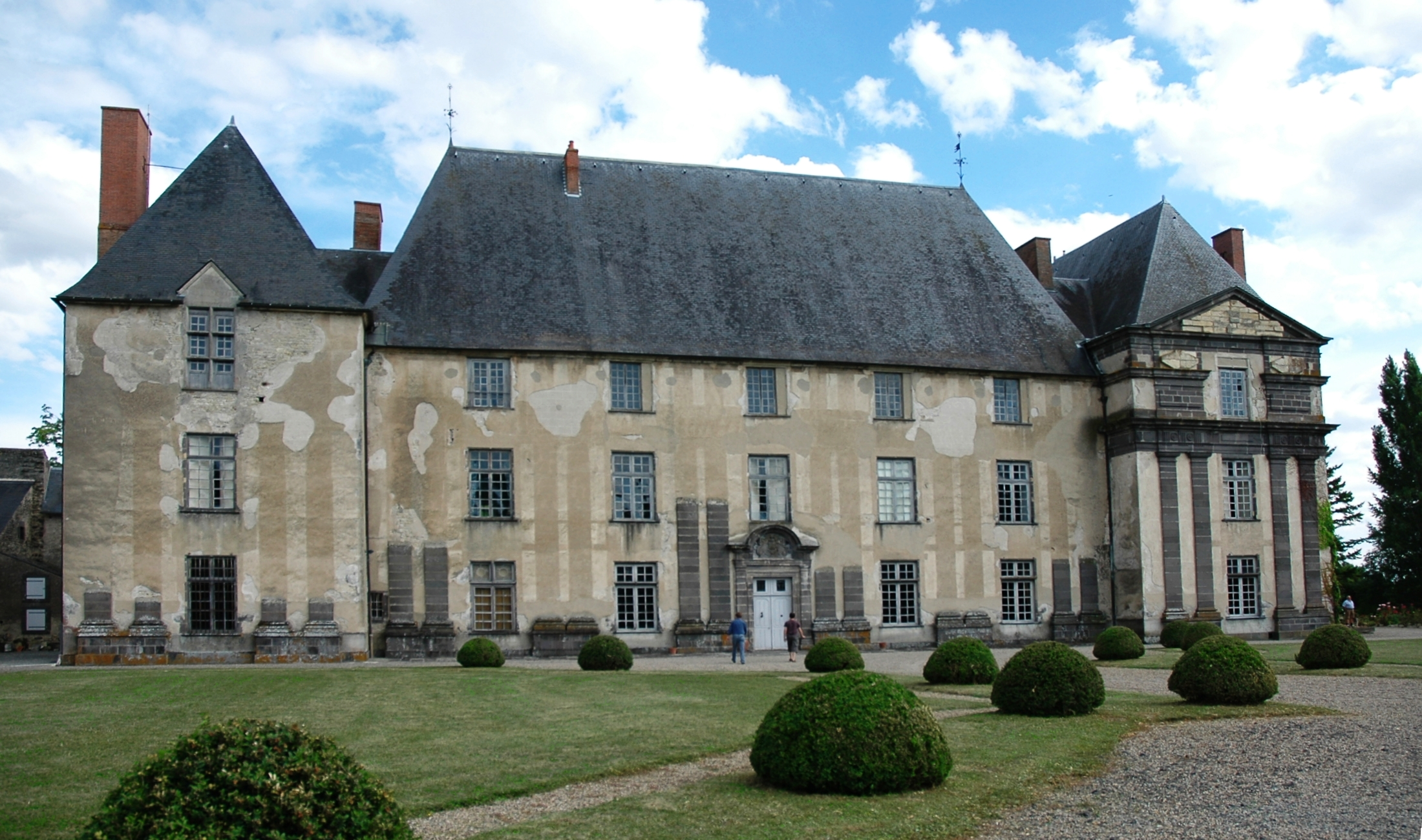
Schloss Effiat

Das Schloss Effiat (französisch Château d’Effiat) befindet sich in der gleichnamigen Gemeinde Effiat im Département Puy-de-Dôme in der Region Auvergne-Rhône-Alpes. Die Anlage wurde am 16. April 1942, am 6. Juni 1980 und am 10. März 2004 als Monument historique eingestuft.

## Geschichte
1557 verkauften Antoine und Françoise de Neuville, Bruder und Schwester, an Gilbert I Coëffier (1510–1564) und Bonne Ruzé de Beaulieu († 1609), seine Ehefrau, ein von Gräben umgebenes Stück Land mit einem Turm, einem Haus und Pferdeställen aus dem 14. Jahrhundert. Die neuen Besitzer erbauten ein Herrenhaus, den weißverputzten heutigen Haupttrakt von Schloss Effiat. Ihr Enkel, Antoine Coëffier de Ruzé (ca. 1581–1632), späterer Marquis und Maréchal d’Effiat, erbte das Herrenhaus 1610, im Jahr seiner Heirat mit Marie de Fourcy († 1670). Als Antoine Coëffier de Ruzé, der ein Freund Kardinal Richelieus war, 1625 Finanzberater Ludwigs XIII. wurde, riss er mit Unterstützung seines Onkels Martin Ruzé und mit dessen Vermögen die meisten alten Strukturen ab und erweiterte das mit Schulden belastete Herrenhaus zu einem modernen Schloss, dessen Bauzeit zwischen 1626 und 1628 lag – die dafür abgerissene Kirche Saint-Blaise wurde zugleich an anderer Stelle wiedererrichtet. Für die später weithin berühmte Parkanlage kaufte Ruzé den umliegenden Bewohnern Land ab. Ruzé beauftragte die Architekten Jacques Lemercier und Clément Métezeau sowie den königlichen Gärtner André Mollet mit der Errichtung des Schlosses, des Gartens sowie der Siedlung Effiat. Noch während der Bauzeit stieg Ruzé politisch auf: im Jahr 1627 erhob Ludwig XIII. Ruzés Besitzungen zum Marquisat und ernannte ihn 1631 zum Marschall von Frankreich. 1627 ließ er auf seinem Grund ein Kolleg des erst 1611 von Pierre de Bérulle gegründeten Französischen Oratoriums eröffnen, in dem zwölf Edelmänner aus seinem Marquisat in der Ordensarbeit unterwiesen werden sollten. Ludwig XIV. bestätigte diese Gründung und sprach ihr zwölf Stipendien zu. Ludwig XVI. wandelte das Kolleg 1776 in eine Militärschule unter der Leitung der Oratorier um. Zu den Schülern dieser Militärakademie gehörten Louis Charles Antoine Desaix, Pierre Charles Silvestre de Villeneuve und Luc-Julien-Joseph Casabianca. In den Jahren von 1630 bis 1632 wurde die Schule, die von der Oratoriern betrieben werden sollte, sowie ein Krankenhaus errichtet.

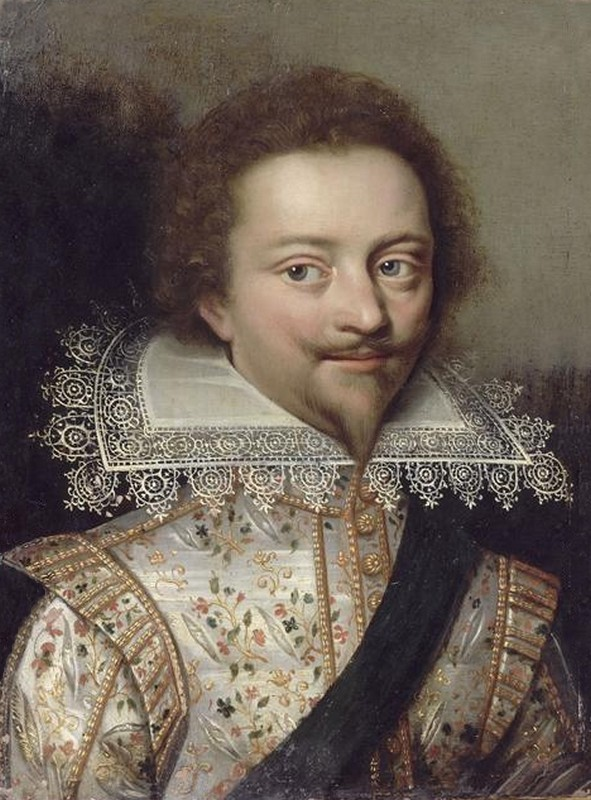
Porträt von Antoine Coëffier de Ruzé d'Effiat aus dem 17. Jahrhundert

Noch vor Ende des Bauvorhabens, am 27. Juli 1632, starb der Marquis auf einer militärischen Unternehmung im Elsass. Seiner Ehefrau hatte er testamentarisch aufgetragen, die Bauarbeiten weiterzuführen, doch viele blieben unausgeführt: Die geplante Siedlung kam nach dem Ableben Ruzés nicht mehr zustande, auch die Fassadendekoration des Schlosses mit Volvic-Stein wurde niemals fertiggestellt, ebenso wenig wie die Wassergräben. Marie de Fourcy übergab das Schloss an ihren Sohn Martin Louis (1612–nach 1637). Selbst jung verstorben, führte dessen ältester Sohn Antoine (1638–1719), der Enkel des Marquis d’Effiat, das Anwesen weiter. Martins jüngerer Bruder, der Marquis de Cinq-Mars, war hingegen niemals Besitzer von Effiat. Als Antoine am 2. Juni 1719 ohne Erben starb, verkaufte sein Cousin Paul Jules de La Porte-Mazarini (1666–1731) das Schloss nach nur drei Monaten an Louis de la Tour d’Auvergne, der es wiederum am 20. April 1720 an John Law veräußerte. Nach der Beschlagnahmung von dessen Besitz wurde das Marquisat am 4. September 1724 der Familie Sampigny d’Issoncourt zugesprochen und blieb in deren Besitz bis zum Jahr 1846. In dieser Zeit wurde der fehlende Weißputz in Trompe-l’œil-Effekt aufgetragen, um das Werk des Marquis d'Effiat abzuschließen. 1846, zwei Jahre vor der Revolution von 1848, verkaufte Sidonie de Sampigny das Anwesen an einen Immobilienhändler namens Boucard. Die Revolution machte einen Weiterverkauf unmöglich, so dass Boucard 1853 einen Freihandverkauf versuchte, der aber ebenfalls misslang. Bouchard begann daraufhin, das Schloss als Steinbruch zu gebrauchen, den Park in Parzellen zu verkaufen und alle Möbel auf Auktionen abzustoßen. Im Zuge dessen kaufte im Frühjahr 1856 das Musée de Cluny zahlreiche Möbel aus dem Besitz des Schlosses an, von denen sich heute ein Bett und sechs Stühle aus der Mitte des 17. Jahrhunderts im Musée du Louvre befinden, ein anderes Bett im Schloss Azay-le-Rideau sowie ein drittes Bett und ein Paravent im Schloss Écouen.
Noch im selben Jahr kaufte schließlich Léonce Moroges de Bonneval, der Ururgroßvater des heutigen Besitzers Hubert de Moroges, die Reste des Schlosses von Effiat. Die Familie renoviert seitdem das Schloss; der Park wurde nach alten Plänen aus dem 17. Jahrhundert weitgehend wiederhergestellt. Das Schloss ist für den Besuchsverkehr geöffnet.

## Kurzbeschreibung

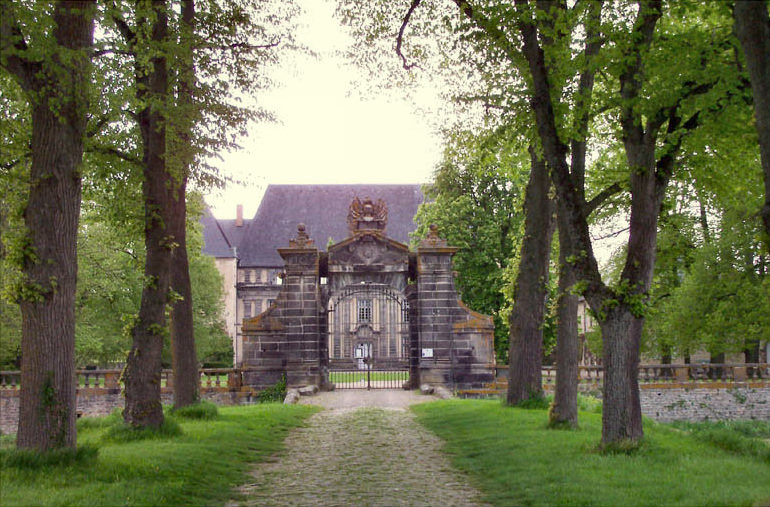
Eingang mit Zugbrücke

Die Anlage ist an zwei Seiten von Wassergräben umgeben. Ein mächtiges Tor mit Zugbrücke bildet den Eingang. Vom ursprünglichen Schloss blieben nur zwei Pavillons, während zwei Gebäudeflügel abgetragen wurden. Die Fassade ist mit dorischen Pilastern dekoriert. Die Nebengebäude und der Hof wurden im späten 17. Jahrhundert errichtet.